# Opizzo Malaspina
Opizzo Malaspina detto Opizzino (fine XI secolo – 1249 o 1254) fu capostipite del ramo dello Spino Fiorito.
Nel 1221 assunse il controllo della parte sinistra della Magra, mentre la parte destra entrò in potere di Corrado Malaspina. Fu guelfo e forte avversario dell'imperatore. Fu padre di Bernabò Malaspina e cugino di Corrado l'Antico.

## Biografia
Opizzo Malaspina nacque approssimativamente verso la fine del XII secolo da Guglielmo e fu capostipite del ramo della famiglia dello Spino Fiorito.

### Matrimonio e figli
Seppur non vi sono informazioni certe, ad Opizzo viene attribuita come moglie Caterina di Niccolò della Volta di Genova, sappiamo tuttavia che ebbe sicuramente quattro figli: Franceschino, Bernabò, Isnardo, Alberto.

### Accordi e Carriera
Risale al 1212 il primo riferimento a Opizzo nel giuramento della concordia tra i Malaspina e le città di Milano e Piacenza, accordo sottoscritto precedentemente dal padre Guglielmo e da Corrado l'Antico.
Insieme al padre nel 1213 prese accordi con il comune di Lucca.
Dal 1220 divenne capofamiglia conseguentemente alla morte del padre, anche se già dall'anno prima svolgeva incarichi di grande rilievo a partire dalla partecipazione alla spedizione genovese contro Ventimiglia.
In questi anni inoltre Opizzo ruppe l'accordo sottoscritto in precedenza con il comune di Piacenza per aver occupato la fortificazione di Pietracorva.

### La nascita del ramo dello Spino Fiorito
Tra l'aprile e l'agosto 1221 Opizzo e Corrado l'Antico, portarono a compimento la prima grande divisione del patrimonio familiare dei Malaspina.
Il dominio della famiglia fu diviso in due parti che diedero avvio al ramo dello Spino Fiorito con capostipite Opizzo e al ramo dello Spino Secco con Corrado. La divisione venne preceduta dalla spartizione preventiva dell'eredità di Alberto tra il padre Guglielmo e il prozio Corrado.
La risoluzione delle controversie legate all'eredità e la conferma dei diritti di tutti i beni che Opizzo e Corrado detenevano nell'area lombardo-ligure e in Lunigiana fu definitivamente confermata su richiesta dall'Imperatore Federico II nel 1220.
La divisione assegnava a Opizzo nell'area dell'Appennino lombardo-ligure svariati beni, quali il castello di Pietracorva, il castello di Oramala e la val Staffora; in lunigiana invece le terre a sinistra del fiume Magra aventi come capoluogo Filattiera. Inoltre, si fece carico del debito che la famiglia aveva con Petraccio Belengario e Armando del Rizolo accumulato per il pedaggio della val Trebbia.
Nonostante la divisione familiare i due rami continuarono ad agire secondo uno scenario comune in campo politico locale e internazionale.

### I rapporti con l'Impero
Opizzo ebbe buoni rapporti con l'imperatore Federico II, esistenti già poco dopo l'incoronazione di quest'ultimo; infatti l'Imperatore fu ospite per un mese intero presso Oramala nel 1238.
Dopo la conferma dei possedimenti e dei diritti del 1220,Opizzo e Corrado l'Antico parteciparono attivamente alla curia itinerante di Federico II nel Nord e centro Italia appoggiando le sue campagne ma non con un ruolo di primo piano.
Nel 1229 Opizzo si alleò con Piacenza nella lotta contro Pontremoli per consolidare il dominio della famiglia Malaspina, l'appoggio alla campagna fu soprattutto militare, infatti tra agosto e settembre 1229 parteciparono alla guerra i contingenti armati di Opizzo e di Corrado l'Antico.
L'alleanza con Piacenza perdurò tanto che Opizzo fu eletto podestà della pars militum durante la lotta interna che caratterizzò la città fino al 1234, quando firmò la pace con il podestà della parte avversa (il Popolo), il cremonese Belengerio Mastagio.
Quando i rapporti tra l'Impero e le città lombarde si fecero tesi, dal 1236 anche i Malaspina ne subirono le conseguenze. Infatti nello stesso anno la famiglia fu cacciata da Piacenza.
Dal 1239 Opizzo e Corrado appoggiarono l'imperatore nell'unione guidata dal marchese Manfredo II Lancia per la Liguria contro la Lombardia; tuttavia nel 1246 l'alleanza con Federico II si interruppe poiché Opizzo e Corrado si schierarono con Milano e Piacenza contro la parte imperiale.
Mentre la separazione di Corrado fu temporanea, quella di Opizzo fu permanente.
Infatti, nel 1247 Opizzo si schierò contro l'imperatore nell'unione comandata da Re Enzo. Successivamente si unirono alla battaglia in Lunigiana anche il figlio Bernabò e Federico I che vennero sconfitti perdendo Filattiera.
Gli anni a seguire furono segnati dalla contesa del borgo di Pontremoli, perduto con la sconfitta precedente e che i Malaspina riconquistarono nel 1249 grazie anche al ritrovato rapporto di Opizzo con Corrado. Tuttavia la vicenda si chiuse con la restituzione del borgo al vicario imperiale per motivi finanziari in quanto il borgo era stato assegnato a Nicolò Fieschi conte di Lavagna da Guglielmo II d'Olanda.
L'ultima documentazione riferita a Opizzo ancora in vita risale quindi al 1253; da questa data in poi non si hanno notizie verificabili fino alla data approssimativa della morte avvenuta probabilmente prima dell'aprile 1255.